# Záhoří (okres Písek)
Záhoří je obec v okrese Písek v Jihočeském kraji. Leží zhruba šest kilometrů severovýchodně od Písku, a prochází jí hlavní silnice do Tábora. Žije zde 802 obyvatel.

## Historie
Roku 1850 vznikla obec Záhoří, ke kterému patří vesnice Dolní Záhoří a Horní Záhoří. Roku 1880 byla celá obec Záhoří přejmenována na Horní Záhoří. Roku 1960 byla celá obec Horní Záhoří přejmenována na původní název Záhoří.

## Obyvatelstvo
| Rok            | 1869  | 1880  | 1890  | 1900  | 1910  | 1921  | 1930  | 1950 | 1961 | 1970 | 1980 | 1991 | 2001 | 2011 | 2021 |
| -------------- | ----- | ----- | ----- | ----- | ----- | ----- | ----- | ---- | ---- | ---- | ---- | ---- | ---- | ---- | ---- |
| Počet obyvatel | 1 342 | 1 269 | 1 201 | 1 179 | 1 197 | 1 202 | 1 121 | 882  | 828  | 746  | 825  | 760  | 719  | 824  | 774  |
| Počet domů     | 150   | 159   | 169   | 172   | 175   | 176   | 203   | 216  | 196  | 200  | 222  | 227  | 258  | 282  | 299  |

## Obecní správa

### Místní části
Obec Záhoří se skládá ze šesti částí na pěti katastrálních územích.
- Jamný (i název k. ú.)
- Kašina Hora (i název k. ú.)
- Třešně (včetně Nové Třešně, leží v k. ú. Třešně u Záhoří)
- Svatonice (i název k. ú.)
- Dolní Záhoří (leží v k. ú. Horní Záhoří u Písku)
- Horní Záhoří (k. ú. Horní Záhoří u Písku)

V letech 1850–1879 k obci patřily i Červený Újezdec a Vlastec, od 14. června 1964 do 23. listopadu 1990 Dolní Novosedly, Horní Novosedly a Chrastiny, od 1. dubna 1976 do 23. listopadu 1990 Temešvár, od 1. ledna 1988 do 30. června 1990 Vrcovice a od 1. ledna 1988 do 23. listopadu 1990 také Držov, Louka a Vojníkov.

### Obecní symboly
Znak byl obci udělen rozhodnutím předsedy Poslanecké sněmovny Parlamentu České republiky dne 8. června 2004 a vlajka byla obci udělena rozhodnutím předsedy PSP ČR dne 31. května 2005.

## Charakteristika
Vlastní jádro obce se nachází v katastrálním území Horní Záhoří u Písku, jehož zástavba se dělí na Horní Záhoří a Dolní Záhoří. 
V Horním Záhoří se nachází základní a mateřská škola, kostel se hřbitovem a samostatnou zvonicí, restaurace, samoobsluha, pošta obecní úřad a knihovna. Na východním okraji leží fotbalové hřiště místního Sokola.
V Dolním Záhoří je pak náves a hospoda. 

## Doprava
Nedaleko blízké osady Svatonice je nádraží. Větší význam však má spojení s okolím – především s osmi kilometrem vzdáleným Pískem – autobusovými linkami ČSAD České Budějovice.
Obcí prochází silnice I. třídy 29, která spojuje Písek s Táborem. Křižuje ji zde méně frekventovaná silnice II/138.

## Galerie

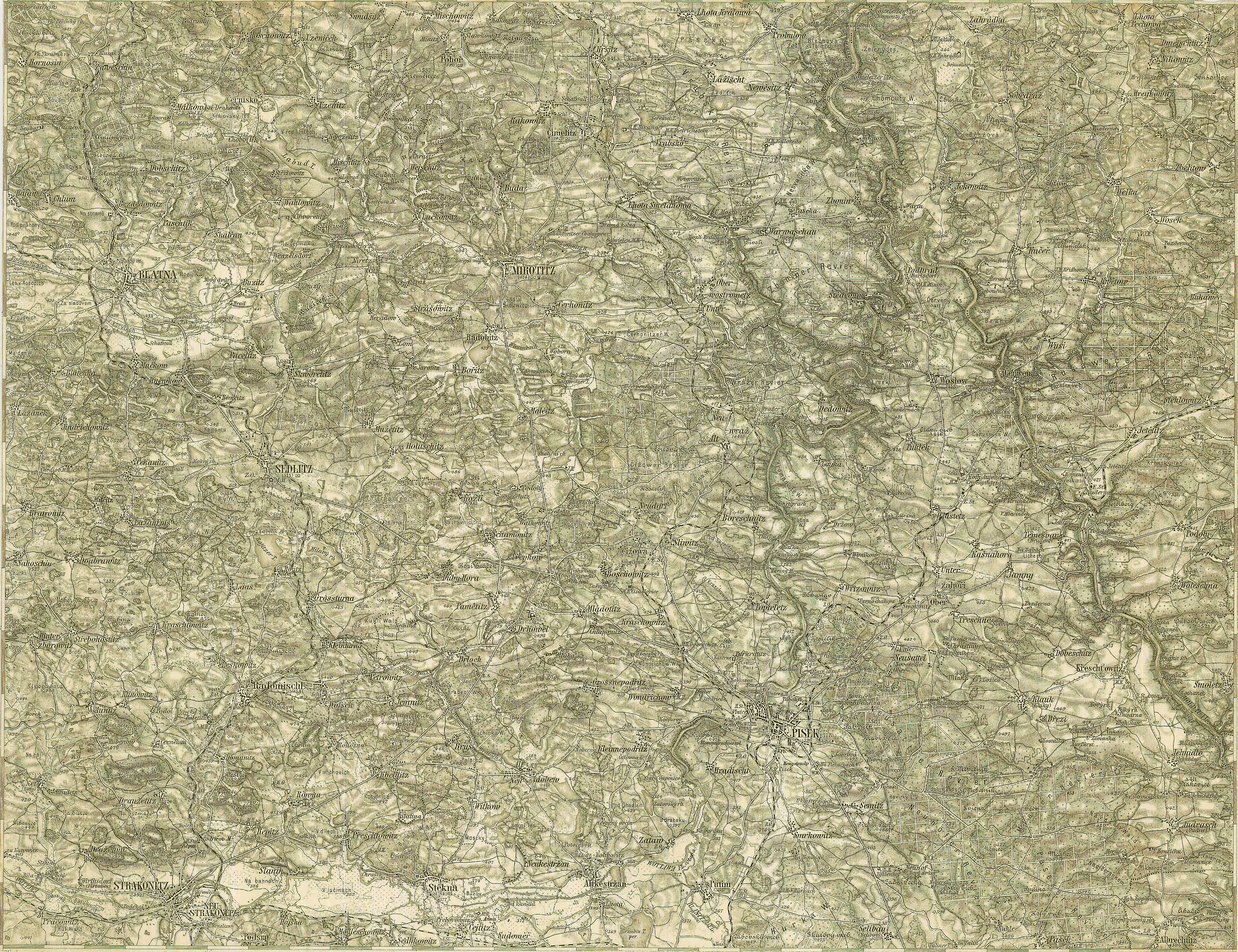
Záhoří šest kilometrů severovýchodně od Písku, 1900
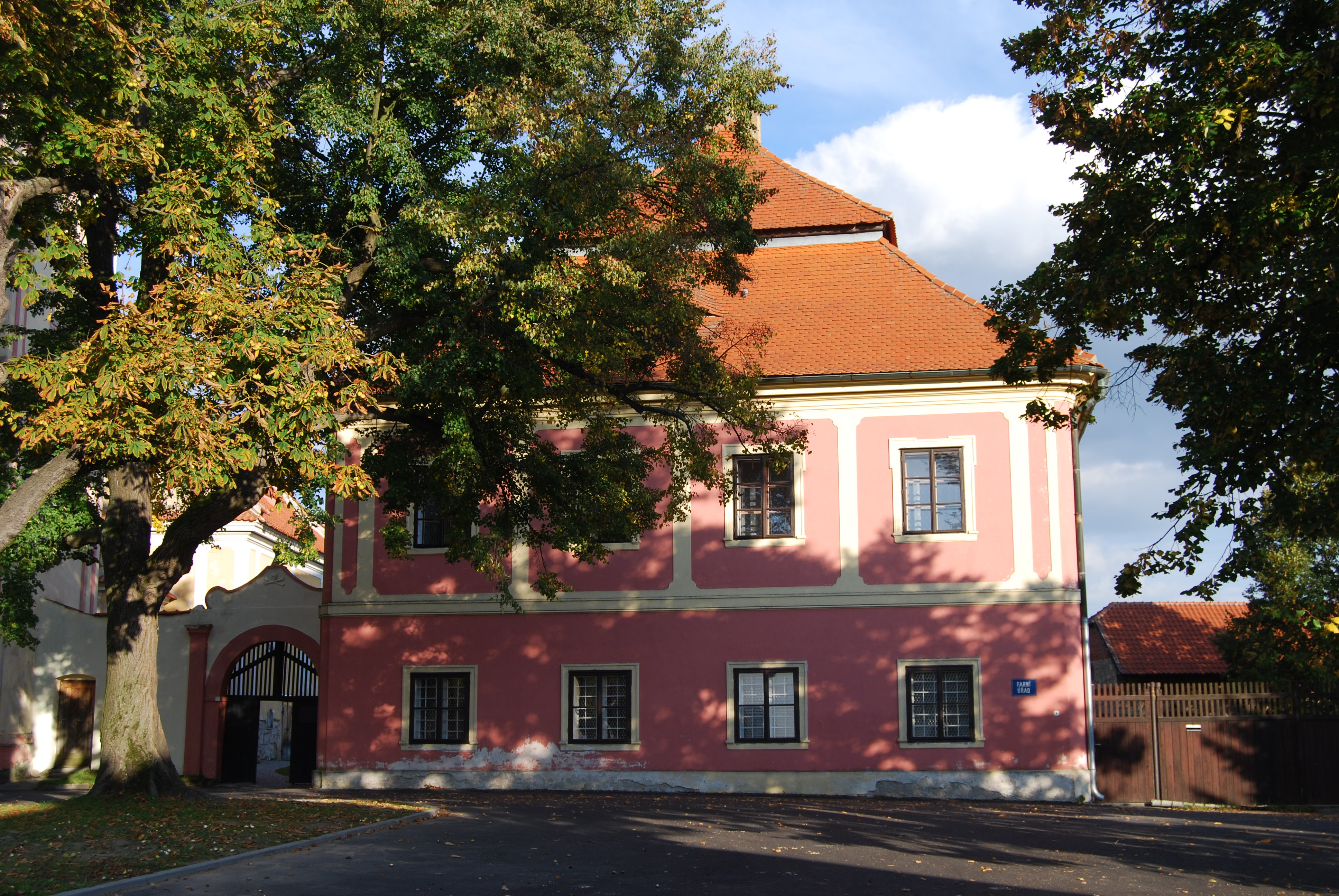
Fara v Horním Záhoří
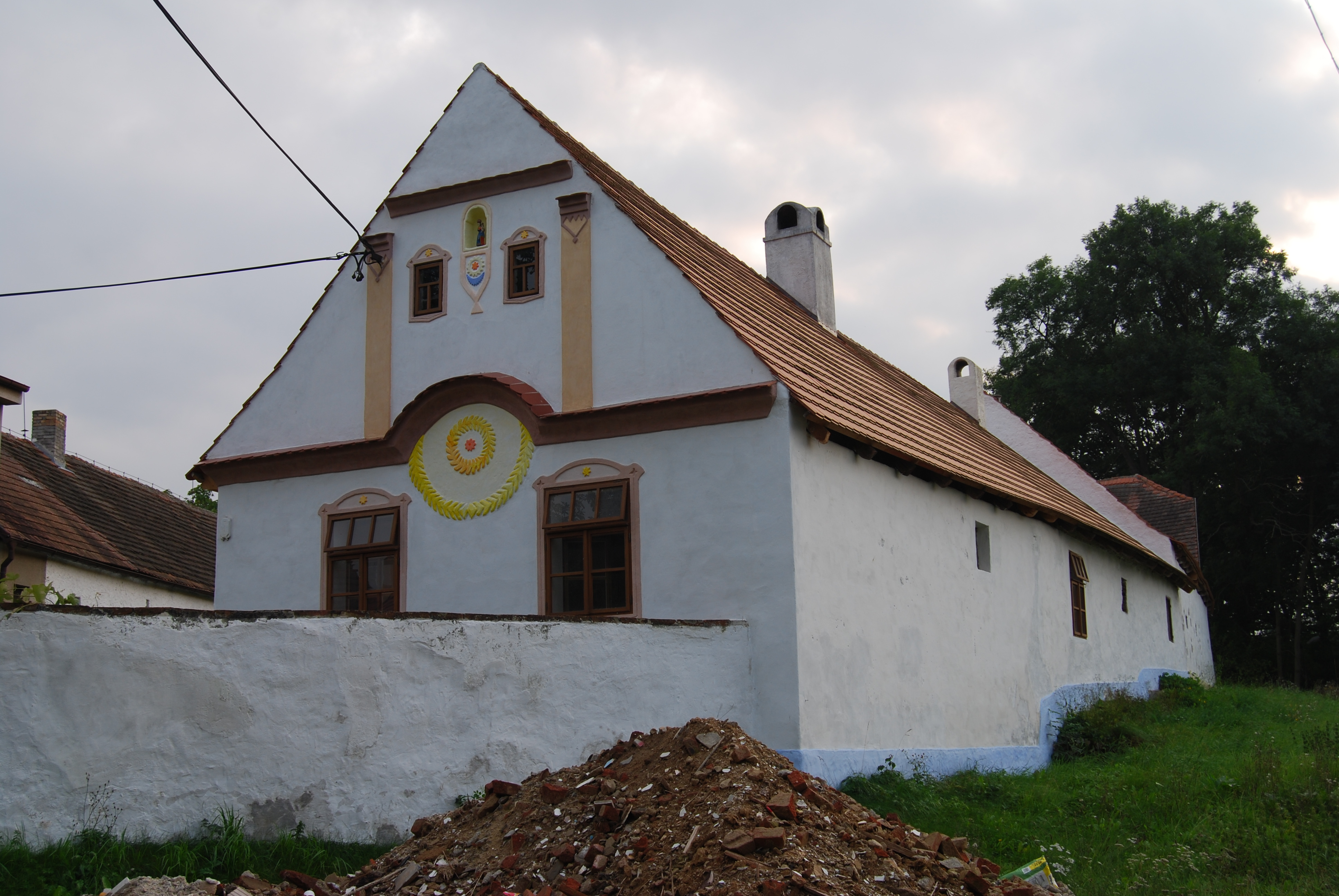
Usedlost v obci
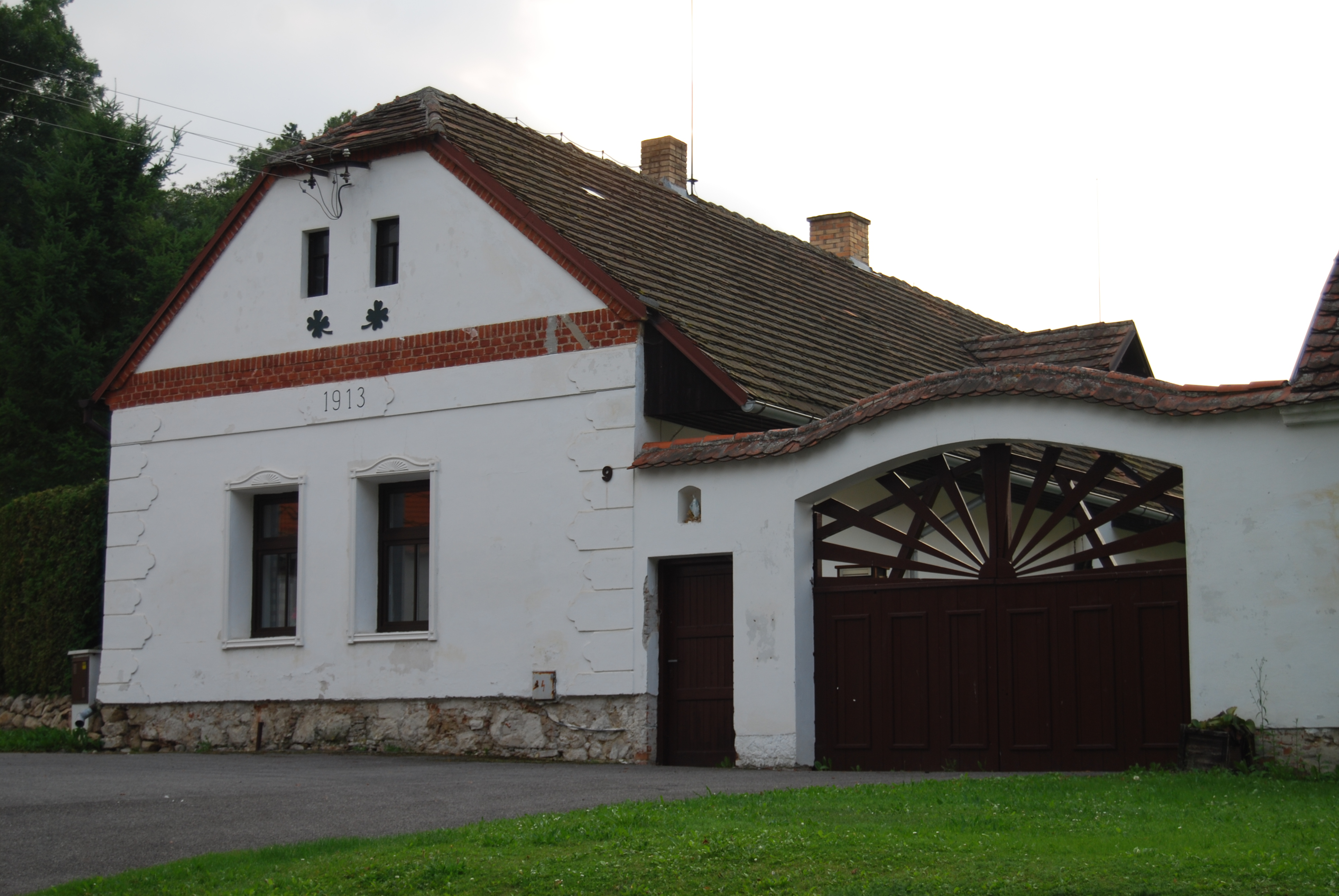
Usedlost v obci